# Црна Марија
„Црна Марија“ је југословенски филм из 1986. године. Режирао га је Милан Живковић, који је написао и сценарио.

## Радња
Рок група после смрти свог вође запада у креативну и финансијску кризу, из које их може једино извући нова хит плоча. У временском шкрипцу, без стваралачке инспирације, окрећу се један против другог. Кроз сукобе, узајамна оптуживања и преиспитивања, група успева да стекне нови идентитет и на добротворном концерту доживљавају велики успех.

## Улоге
| Глумац                  | Улога                |
| ----------------------- | -------------------- |
| Милан Младеновић        | Шева                 |
| Бранко Видаковић        | Сиви                 |
| Соња Савић              | Ања                  |
| Милан Гутовић           | Коџа                 |
| Власта Велисављевић     | Дискографски уредник |
| Бранислав Лечић         | Зенит                |
| Игор Первић             | Гаги                 |
| Горан Чавајда           | Тучак                |
| Мишко Плави             | Гитариста            |
| Гордана Гаџић           | Сека                 |
| Михајло Бата Паскаљевић | Власта               |
| Драган Зарић            | ТВ продуцент         |
| Маргита Стефановић      |                      |
| Зоран Амар              |                      |
| Горан Кабали            |                      |

## Специјални гост
- Никола Нешковић